# Coelichneumon orpheus
Coelichneumon orpheus là một loài tò vò trong họ Ichneumonidae.